# Klinik Hietzing

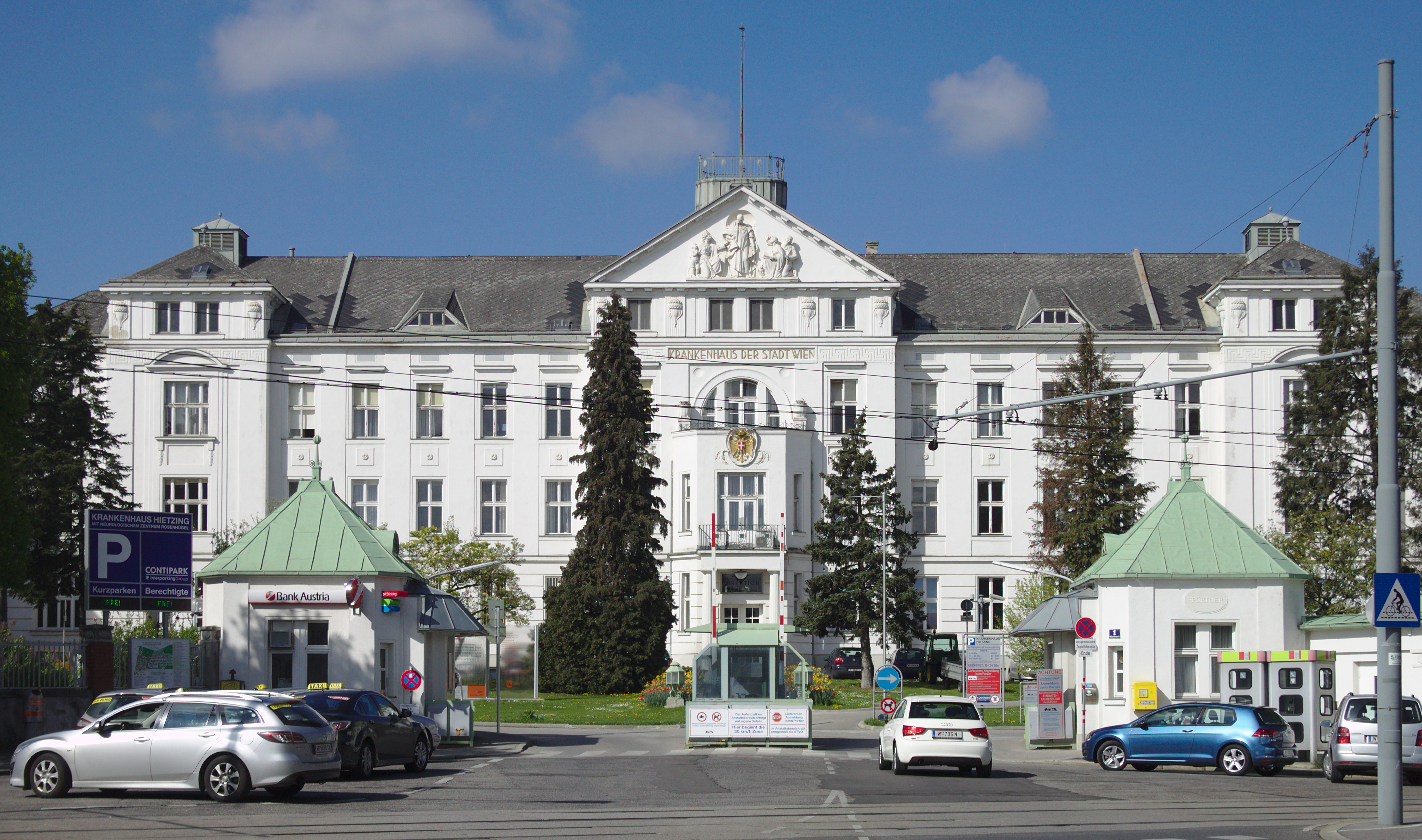
Die Haupteinfahrt und das Direktionsgebäude

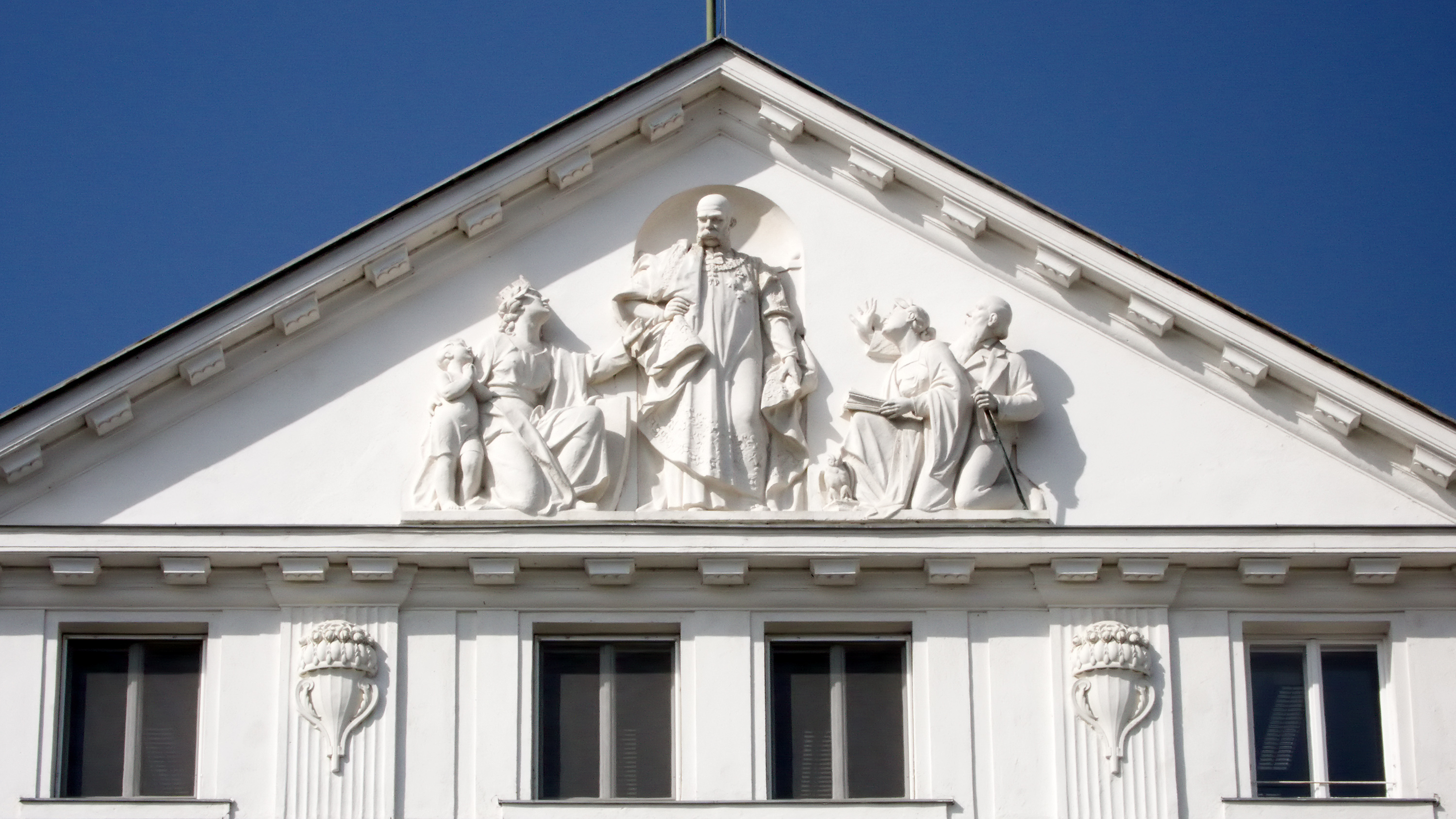
Kaiser Franz Josef am Direktionsgebäude

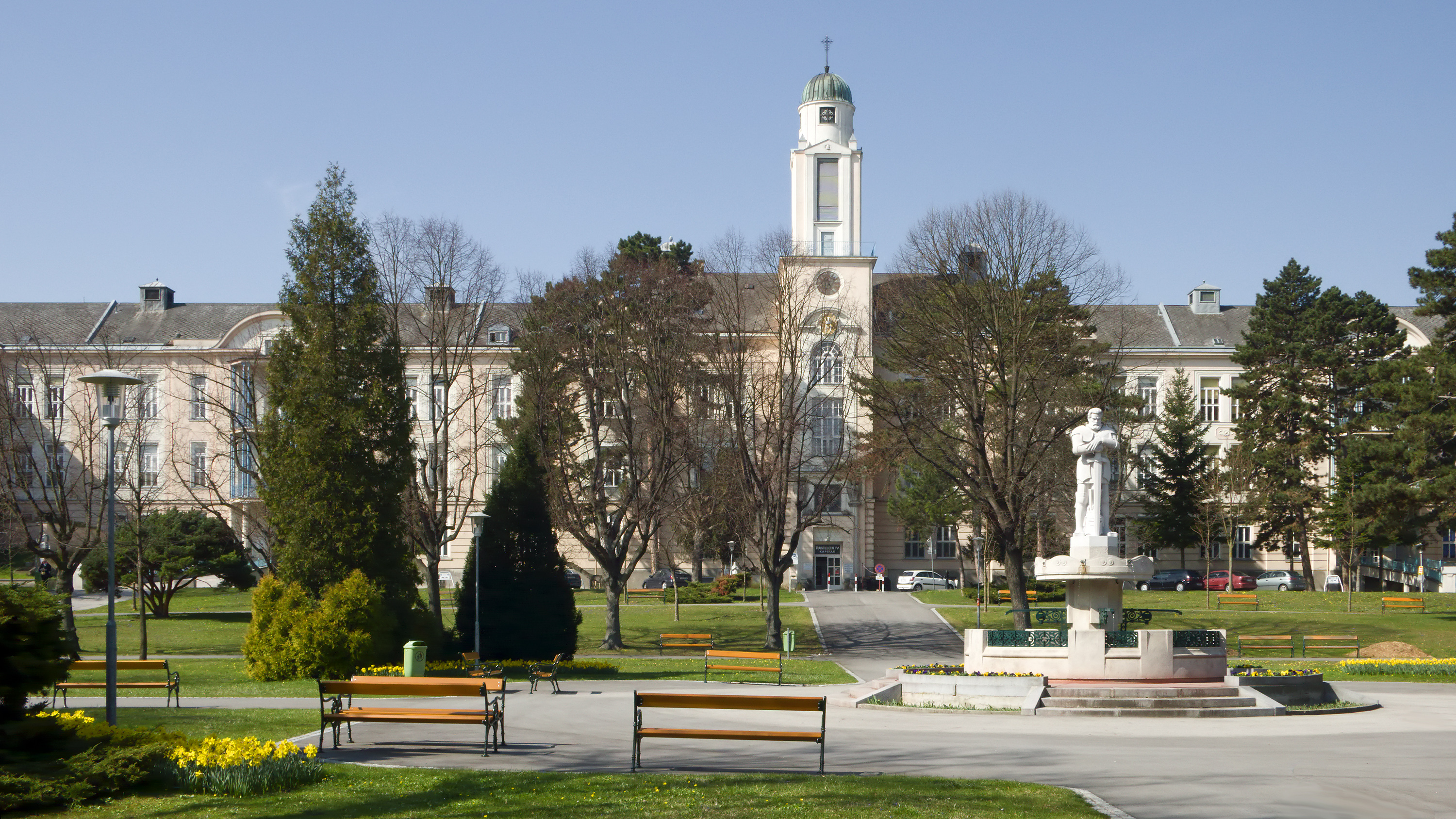
Pavillon IV

Die Klinik Hietzing (historische Bezeichnungen: Kaiser-Jubiläums-Spital, danach Krankenhaus Lainz und Krankenhaus Hietzing) im 13. Wiener Gemeindebezirk Hietzing ist eines der größten Spitäler in Wien. Geführt wird es vom Wiener Gesundheitsverbund. Es wurde in den Jahren 1908 bis 1913 unter dem christlichsozialen Bürgermeister Karl Lueger nach den Plänen des Architekten Johann Nepomuk Scheiringer errichtet, um der in wenigen Jahrzehnten auf 2 Millionen angewachsenen Bevölkerung Rechnung zu tragen. Tragische Berühmtheit erhielt es auch durch die in den 1980er Jahren tätigen "Todesengel von Lainz".

## „Lainz“ in Form zweier Anstalten im Grünen
Das Lainzer Krankenhaus oder kurz „Lainz“, wie es von der Bevölkerung genannt wurde, entstand nach der damals modernsten Gesundheitslehre als Anlage mit etwa 10 nach Fachgebieten gegliederten Pavillons in einem etwa 10 Hektar großen Parkgelände. Das Areal liegt im Südwesten Wiens und des 13. Bezirks (Hietzing) und ist etwa 1 km von den Osthängen des Wienerwaldes entfernt, was für eine gute Luftqualität bürgt.
Auf einem doppelt so großen Areal, das im Nordwesten anschließt, war schon 1902–1904 das „Versorgungsheim Lainz“ mit zwei Dutzend Pavillons zur Pflege von einigen tausend alten Leuten gebaut worden. Es trug zuletzt bis zur Schließung 2015 den Namen „Geriatriezentrum am Wienerwald“ und war, ebenso wie später das Krankenhaus, die Folge des neuen Heimatgesetzes, mit dem jeder nach zehnjährigem Aufenthalt in Wien ein Anrecht auf Armenversorgung bzw. Altersfürsorge erhalten hatte. Beide Großinstitute zusammen verfestigten den weltweiten Ruf der Wiener Medizinischen Schule, den unter anderem van Swieten und Ignaz Semmelweis begründet hatten.

## Geschichte
Anlässlich des 60-jährigen Regierungsjubiläums von Kaiser Franz Joseph beschloss die Stadt Wien 1907 den Bau ihres ersten eigenen Krankenhauses „freiwillig und ohne Anerkennung einer gesetzlichen Verpflichtung … in der Absicht, der Wiener Spitalsnot so weitgehend und so rasch als möglich abzuhelfen“. Bis dahin lag die medizinische Versorgung überwiegend auf den Schultern einiger Stiftungs- und Ordensspitäler.
Das neue Krankenhaus sollte eine „auf der Höhe der modernen Wissenschaft und Technik stehende Ausstattung“ erhalten und ebenso zur Ausbildung der Ärzte dienen. Bis 1918 hieß es „Kaiser-Jubiläums-Spital“. Danach erhielt es die Benennung „Krankenhaus Lainz“.
Es konnte seinen hohen medizinischen Stand auch nach dem politischen Zusammenbruch von 1918 halten und sogar ausbauen. Wegen eines Pflegeskandals im benachbarten Geriatriezentrum wurde es (ca. 2000) in Krankenhaus Hietzing umbenannt, was von der Allgemeinheit aber weitgehend ignoriert wurde. Im Jahr 2020 wurde das Krankenhaus im Zuge der Vereinheitlichung der Namensgebung der städtischen Spitäler in Klinik Hietzing umbenannt.

### Gesundheitspolitische Lage 1907–1918
Der Beschluss des Wiener Gemeinderates vom 14. Juli 1907, ein Spital mit 1.000 Betten zu erbauen und selbst zu verwalten, war ein Meilenstein in der medizinischen Versorgung der Wiener Bevölkerung. Bis dahin hatten den Einwohnern neben den Universitätskliniken praktisch nur Ordens- und Privatspitäler zur Verfügung gestanden. Rückblickend lässt sich die Bedeutung dieser kommunalen Umwälzung abschätzen, die auch viel Kritik erntete. Die (überwiegend bürgerlichen) Abgeordneten setzten sich über alle Bedenken hinweg und schufen eine Anstalt zum Wohle der Kranken, in der „die Wissenschaft frei und unabhängig vom verderblichen Cliquenwesen ihre Triumphe zum Heile der Menschheit feiern wird“ (Karl Lueger bei der Grundsteinlegung 1908). Die Entscheidung war auch partei- und sozialpolitischer Natur: 1907 führte Österreich das allgemeine Wahlrecht ein, was die Erwartung auf öffentliche Hilfe für jedermann stark ansteigen ließ. Als im Februar 1913 die ersten Patienten aufgenommen wurden, linderte dies nicht nur die Bettennot, der Bestand stieg von 7.100 auf 8.100 Spitalsbetten, man konnte auch neue Wege der medizinischen Versorgung einschlagen.
Bei der Eröffnung hatte das Spital acht Abteilungen: zwei medizinische, eine chirurgische und je eine Abteilung für Urologie, Haut- und Geschlechtskrankheiten, Gynäkologie und Geburtshilfe, sowie für Augen- und HNO-Krankheiten. Dazu kamen ein Röntgeninstitut und je eines für physikalische Therapie, für Pathologie und für Serodiagnostik. Die neu bestellten Primarärzte gehörten bald zu den weltweit führenden Medizinern.
Weit vorausblickend war die Planung der Urologie. Die Lainzer Abteilung war eine der wenigen selbständigen Institute dieser Art. Die Chirurgie der Harnwege wurde erst 1897 in Triest entwickelt und der Bedarf in Wien mit 100 Betten abgeschätzt. Fast alle späteren urologischen Primarärzte Österreichs kamen aus dieser Abteilung.

### Weiterer Ausbau nach 1918
Obwohl 1918 die Monarchie zerfiel und die Wiener Bevölkerung an Zahl abnahm, wurde das Lainzer Spital in den 1920er Jahren weiter ausgebaut. Es sollte nach dem Willen der nun sozialdemokratischen Stadtregierung zu einer Art sozialer „Gegenuniversität“ werden und erhielt aufwendige Behandlungsapparate und weitere Spitalsambulanzen für Notfälle.
Die wichtigste Vergrößerung erhielt es 1930/1931 unter Stadtrat Julius Tandler, dem großen Reformer des Wiener Gesundheitswesens. Drei neue Fachabteilungen (Stoffwechsel-Erkrankungen, Tuberkulose und Lungenkrankheiten) und eine Abteilung für Strahlentherapie erweiterten die Möglichkeiten stark (siehe auch Hilda Fonovits). Die Stoffwechselabteilung befasste sich als einzige Österreichs auch mit Ernährungsstörungen und Heilmethoden der Diätetik. Die TBC- und Lungenpavillons sind bis heute vorbildlich. Beschlossen im März 1929, wurde der Bau am 12. Mai begonnen und mit 320 Betten am 15. November 1930 eröffnet, mitten in der Wirtschaftskrise. Der damals dringend benötigte Tuberkulosepavillon wurde später zum Herz-Lungen-Zentrum.
Die Sonderabteilung für Strahlentherapie entstand 1931 nach dem Muster des Radiuminstituts in Stockholm. Als dritte Stadt der Welt kaufte Wien Radium zur Bestrahlung von Krebspatienten – damals eine Sensation. Die Kosten für die ersten 5.000 Milligramm Radium waren hoch und das Wiener Tagesgespräch. Die damals begonnene Tradition setzte sich 1959 mit der ersten sogenannten Kobaltkanone (Kobalt-60-Bestrahlung) und der ersten Betatron-Anlage fort.
Während des Zweiten Weltkrieges wurden drei Pavillons des benachbarten Versorgungsheimes (heute Geriatriezentrum Am Wienerwald) wegen sinkenden Bedarfs vom Lainzer Krankenhaus übernommen. Auch nach 1945 kamen Neubauten hinzu, alle Gebäude wurden modernisiert und die früheren großen Krankensäle in kleine Einheiten von einem, zwei oder vier Betten umgebaut.
Wie jedes Spital wandelte sich auch „Lainz“ nach den Bedürfnissen der Patienten und der Stadt. Es entstand eine eigene Zahnmedizin, ein Zentrum für Gefäßchirurgie, eine Blutbank und eine Abteilung für Neurologie.
Mit Stichtag vom 1. Jänner 2006 wurde das Neurologische Zentrum Rosenhügel mit dem Krankenhaus Lainz zusammengelegt. Von den etwa 215.000 Quadratmetern des Parks sind bis heute nur wenige Prozent verbaut. Immer wieder tauchen Pläne auf, ihn für Wohnbauten und zur Budgetsanierung umzuwidmen.
Zwischen 1983 und 1989 ermordeten die Stationshilfen Waltraud Wagner (* 1960), Irene Leidolf (* 1962), Stefanija Meyer (* 1940) und Maria Gruber (* 1964) eine größere Anzahl an Patienten. Alleine bei Haupttäterin Wagner sah das Gericht 15 Morde und 17 Mordversuche als einwandfrei erwiesen an.

### Klinik Hietzing
Seit 2020 firmiert das Krankenhaus als Klinik Hietzing. Im November 2023 präsentierte Stadtrat Peter Hacker den Entwurf des Ateliers Thomas Pucher als Sieger eines Architekturwettbewerbs für eine neue Klinik Hietzing. Der Baustart für einen Klinikneubau ist für 2026 geplant und soll bis 2038 auf dem bisherigen Klinikgelände umgesetzt werden. Auf Preisbasis 2020 wurden 875 Millionen Euro für die Errichtung des Neubaus veranschlagt.

## Dreifaltigkeitskapelle
Die Kapelle Heiligste Dreifaltigkeit ist eine römisch-katholische Krankenhauskapelle. Sie befindet sich im Hochparterre des Pavillons IV des nach den Plänen von Architekt Johann Nepomuk Scheiringer gebauten Krankenhauses. Sie wurde als Rechtecksaal mit Tonnengewölbe und Polygonalchor und eingespannter Orgelempore gebaut. Der Saal wird beidseitig von drei mit Rundbögen überfangenen Rechteckfenstern belichtet. Der Chor ist mit einem Bronzegitter-Kommunionsbank abgetrennt. Aufgestellte Figuren sind Herz Jesu von Florian Josephu-Drouot und Herz Mariae von Anton Endstorfer. Das Triptychon Heilkunst aus dem Jahre 1913 stammt von Hans Zatzka. In den Seitenwänden eingelassene glasierte Kreuzwegreliefs von Heinrich Epler sind aus dem Jahre 1896.

## „Rolandbrunnen“

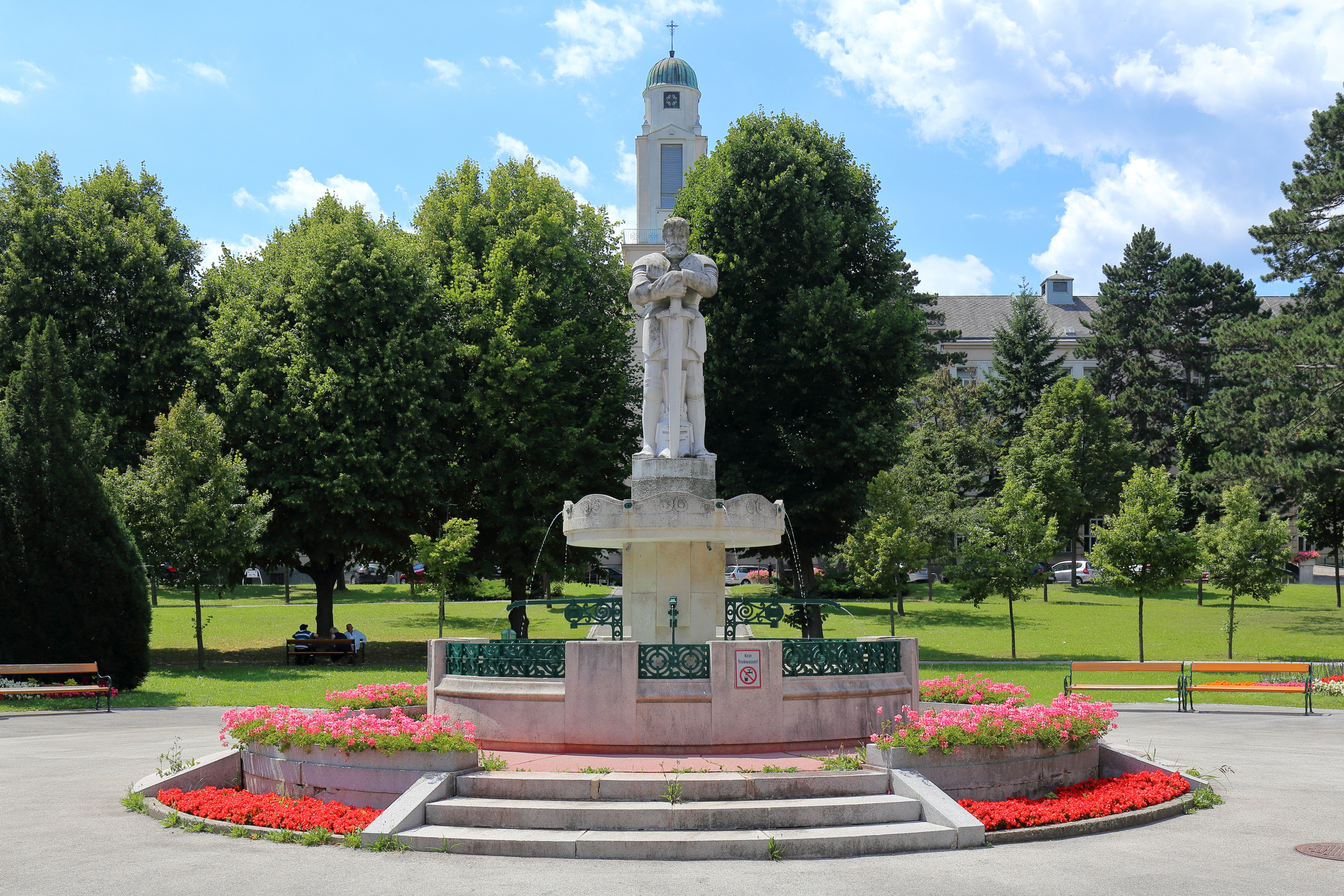
Rolandbrunnen im großen Gartenhof des Krankenhauses

Der „Rolandbrunnen“ wurde im Zuge der Errichtung des Krankenhauses im Zentrum des großen Gartenhofes beziehungsweise in der Hauptachse des Krankenhauses aufgestellt und um 1913 enthüllt. Auf einem dreistufigen Podest, bei dem zwei Stufen als Brunnenbecken ausgebildet sind, steht eine monumentale Rolandstatue, die von dem akademischen Bildhauer Josef Heu geschaffen wurde und angeblich die Züge des Wiener Bürgermeisters Karl Lueger innehat.